# Justicia carnea
Justicia carnea es una especie de arbusto perteneciente a la familia de las acantáceas. Es nativa de  Sudamérica. 

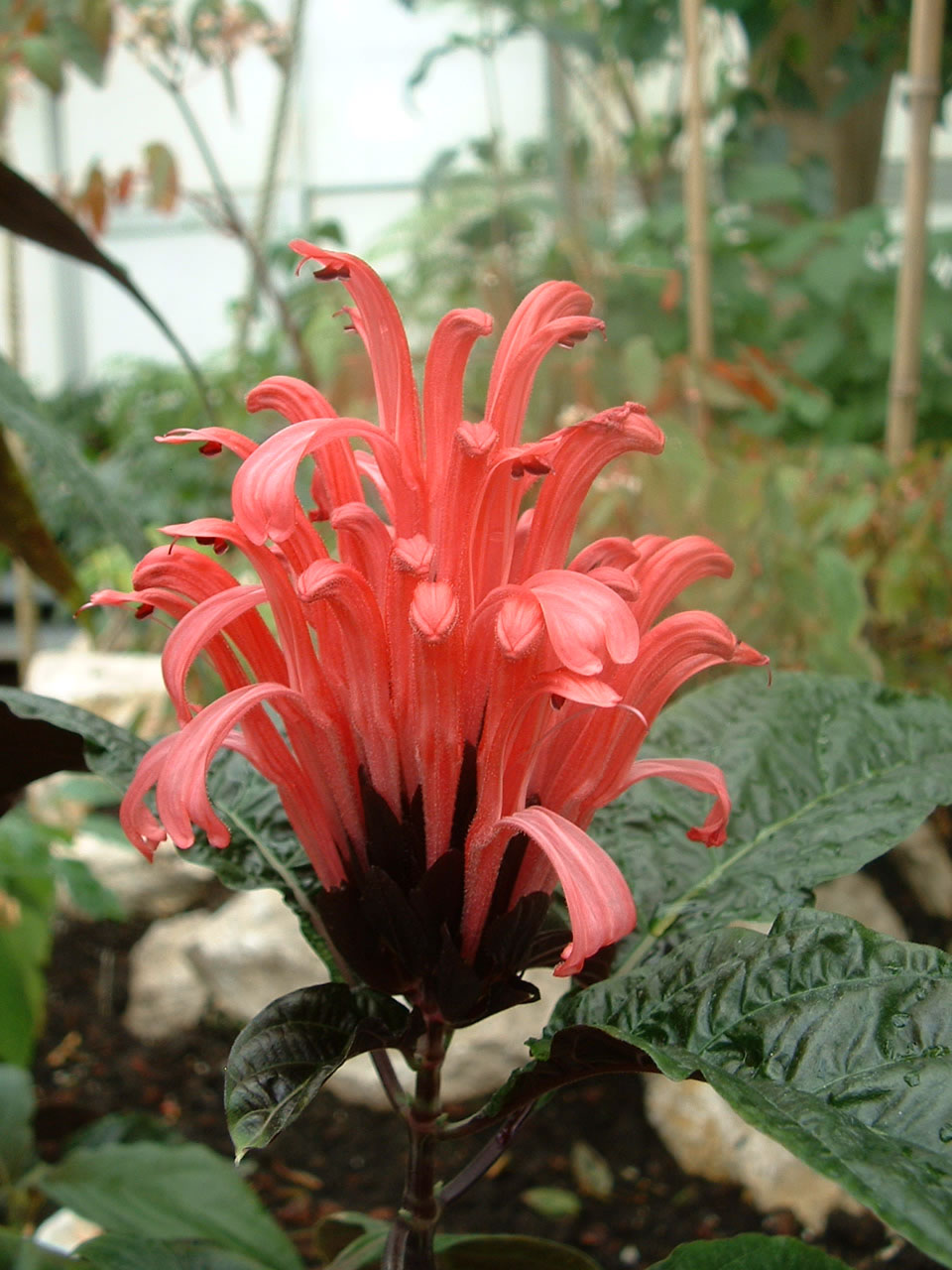
Vista de la flor

## Descripción
Es un arbusto que puede alcanzar los 1,50 m de altura. Las hojas son de 15 a 20 cm de largo y peludas. Las flores se disponen en una inflorescencia terminal densa de 10 a 20 cm de largo.
Los frutos son cápsulas con 4 semillas, a veces menos.

## Taxonomía
Justicia carnea fue descrita por John Lindley y publicado en Edwards's Botanical Register 17: , pl. 1397. 1831.
Etimología
Justicia: nombre genérico otorgado en honor de James Justice (1730-1763), horticultor escocés.
carnea: epíteto latino que significa "color carne".
Sinonimia
- Cyrtanthera magnifica Nees
- Cyrtanthera magnifica var. minor Nees
- Cyrtanthera pohliana Nees
- Cyrtanthera pohliana var. obtusior Nees
- Jacobinia carnea (Lindl.) G.Nicholson
- Jacobinia magnifica (Nees) Lindau
- Jacobinia obtusior (Nees) L.H.Bailey
- Jacobinia pohliana (Nees) Lindau
- Jacobinia pohliana var. velutina Nees[4]